# Cecilia Yip
Cecilia Yip, o Cecilia Yip Tung (cinese semplificato: 叶童;cinese tradizionale: 葉童), pseudonimo di Lee Sze Sze (cinese tradizionale: 李思思) (Hong Kong, 8 marzo 1963), è un'attrice cinese.
Attrice particolarmente prolifica negli anni '80 e '90, debutta al cinema nel 1982 in Coolie Killer di Terry Tong e Nomad di Patrick Tam. Per quest'ultimo riceve una candidatura come nuova attrice agli Hong Kong Film Awards. Appena due anni dopo nel 1984 vince, a ventidue anni, il primo Hong Kong Film Award come migliore attrice protagonista per Let's Make Laugh. Ne vincerà un altro nella medesima categoria nel 1992 per This Thing Called Love. Nel mentre ne vince un terzo da non protagonista, nel 1990, per Beyond the Sunset.
Tra il 1990 e il 1993 reciterà in diversi film di successo anche internazionale come The Swordsman, Crippled Ho, Call Girl '92, Centre Stage, Crazy Hong Kong. Sempre in quegli anni è presente nei film Lord of East China Sea e il seguito Lord of East China Sea II.
Gli ultimi film di successo sono Happy Family e May & August, per il quale riceverà la sua ultima candidatura agli Hong Kong Film Awards come miglior attrice non protagonista nel 2003. In totale ha ricevuto otto candidature.